# (32794) 1989 UE5
1989 UE5 (asteroide 32794) é um asteroide troiano de Júpiter. Possui uma excentricidade de 0.05754410 e uma inclinação de 15.08752º.
Este asteroide foi descoberto no dia 30 de outubro de 1989 por Schelte J. Bus em Cerro Tololo.